# Selecció de futbol de la República del Congo
La Selecció de futbol de la República del Congo és l'equip representatiu del país a les competicions oficials. Està dirigida per la Fédération Congolaise de Football, pertanyent a la CAF.

## Palmarès
- Copa CEMAC: 
  - 1 cop campió (2007)
- Copa UDEAC: 
  - 1 cop campió (1990)
  - 2 cops finalista
- Jocs Centre-africans: 
  - 2 cops finalista

## Participacions en la Copa del Món
- Des de 1930 a 1962 - No participà
- 1966 - No admès per la FIFA
- 1970 - No participà
- Des de 1974 a 1978 - No es classificà
- Des de 1982 a 1990 - No participà
- Des de 1994 a 2018 - No es classificà

## Participacions en la Copa d'Àfrica
- Des de 1957 a 1965 - No participà
- 1968 - Primera ronda
- 1970 - No participà
- 1972 – Campió
- 1974 - Quarta posició
- 1976 - No es classificà
- 1978 - Primera ronda
- Des de 1980 a 1988 - No es classificà
- 1990 - No participà
- 1992 - Quarts de final
- Des de 1994 a 1998 - No es classificà
- 2000 - Primera ronda
- Des de 2002 a 2012 - No es classificà
- 2013 - Primera fase
- 2015 - Tercer lloc
- 2017 - Quarts de final

## Llista d'entrenadors
- Ivica Todorov
- Noël Tosi